# Poveste muzicală

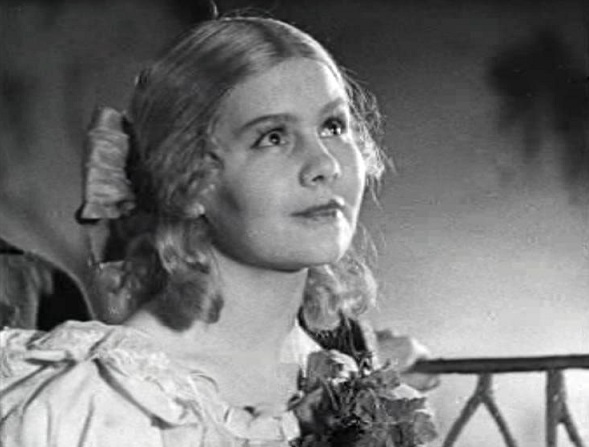
Anna Sergheeva într-o scenă din film

Poveste muzicală (titlul original: în rusă Музыкальная история, transliterat: Muzîcalnaia istoria) este un film sovietic de comedie muzicală, realizat în 1940 de regizorii Aleksandr Ivanovski și Gerbert Rappaport, protagoniști fiind actorii Serghei Lemeșev, Zoia Fiodorova, Nikolai Konovalov și Erast Garin.

## Rezumat
Șoferul de taxi din Leningrad Petea Govorkov este o pepită care are, în mod natural, o voce minunată. Dar numai pasagerii din taxiu și vecinii săi dintr-un apartament comun îi pot aprecia abilitățile vocale.
Petea îl întâlnește pe șeful studioului de operă din clubul muncitorilor din transporturi, Vasili Makedonski care pregătește o producție a operei Evgheni Oneghin, în care Govorkov urmează să cânte rolul lui Lenski. Înainte de premieră, Petea a avut o ceartă cu iubita sa, Klava, astfel premiera spectacolului terminându-se cu un eșec. Govorkov trebuie să treacă prin multe ca să aibă din nou încreadere în sine și să devină un adevărat cântăreț de operă. Dar într-o, Klava îl aude cântând la radio...

## Distribuție
- Serghei Lemeșev – Petea Govorkov, taximetrist, tenor, iubitul Klavei
- Zoia Fiodorova – Klava Belkina, dispeceră la taximetre
- Nikolai Konovalov – Vasili Makedonski, fost artist de operă, tenor, mentor al lui Govorkov, director de spectacole de amatori, regizorul operei Evgheni Oneghin
- Erast Garin – Fiodor Tarakanov, un taximetrist cu opinii mic-burgheze, rivalul lui Govorkov în lupta pentru inima Klavei
- Anatoli Korolkevici – Pankov, șofer de taxi, artist amator, interpret al rolului lui Onegin în spectacole de amatori
- Anna Sergheeva – Nastenka, angajată la garaj, interpretă al rolului „Olga”
- Leontina Diomina – Nanny
- Konstantin Sorokin – rol episodic

## Premii
- Distins cu Premiul Stalin gradul II[2].